# Julia Hirschberg
Julia Bell Hirschberg (* 1950 in Liberty (Missouri), USA) ist eine US-amerikanische Informatikerin und Hochschullehrerin. Sie ist Percy K. und Vida L.W. Hudson Professorin für Informatik und war von 2012 bis 2018 Vorsitzende des Computer Science Department an der Columbia University. Sie ist für ihre Forschungen zu Computerlinguistik und Verarbeitung natürlicher Sprache bekannt.

## Leben und Werk
Hirschberg studierte zunächst Geschichte an der University of Michigan in Ann Arbor, wo sie 1976 in Geschichte promovierte mit der Dissertation: A Social History of Puebla de los Angeles, 1531-156. Sie studierte dann Informatik an der University of Pennsylvania, wo sie 1982 bei Peter Buneman einen Master-Abschluss erhielt und 1985 in Computer Science promovierte bei Bonnie Webber mit der Dissertation: A theory of scalar implicature.
Von 1974 bis 1982 war sie am Smith College Assistant Professor für Geschichte. Sie forschte von 1985 bis 1994 bei den AT&T Bell Laboratories, war dort dann bis 2002 Abteilungsleiterin und anschließend bis 2003 Technology Leader bei AT&T Labs Research. Sie gründete 1994 die Forschungsabteilung für Mensch-Computer-Schnittstellen. Sie wurde 2002 Professorin für Computer Science an der Columbia University und war von 2008 bis 2009 Gastprofessorin an der Königlichen Technischen Hochschule in Stockholm. Sie wurde 2013 zur Percy K. and Vida L. W. Hudson Professorin an der Columbia University ernannt.
Sie war von 1993 bis 2003 Chefredakteurin von Computerlinguistik und im Vorstand der Association for Computerlinguistics (ACL). Von 2003 bis 2006 war sie Mitherausgeberin von Speech Communication und von 1993 bis 2003 von Computational Linguistics. Seit 1996 ist sie im Permanent Council of International Conference on Spoken Language Processing (ICSLP) und von 1999 bis 2007 im Vorstand der International Speech Communication Association (ISCA), deren Präsidentin sie von 2005 bis 2007 war. Sie war von 2013 bis 2014 Mitglied des CRA Executive Board, von 2012 bis 2015 des Association for the Advancement of Artificial Intelligence (AAAI) Council.
Sie arbeitet an der Verarbeitung gesprochener Sprache und Natural language processing (NLP), untersucht Text-to-Speech-Synthese, Systeme für gesprochene Dialoge, Entrainment in Gesprächen, Erkennung von irreführender und emotionaler Sprache, Hedging-Verhalten und linguistisches Code-Switching (Sprachmischung).
2017 wurde sie zur Fillmore-Professorin am Summer Institute der Linguistic Society of America gewählt. Im August 2020 trat Hirschberg der Organisation Alexa AI Natural Understanding bei, die an multimodalen Erweiterungen für Alexa arbeitet und Modelle entwickelt, um Dialoghandlungen sowohl mit Sprache als auch mit Text zu identifizieren.
Sie hält mehrere Patente in TTS (Text-to-Speech) und in der Sprachsuche. Im Februar 2022 betrug ihr h-Index 76.

## Mitgliedschaften (Auswahl)
- Association for Computational Linguistics (ACL)
- American Association for Artificial Intelligence (AAAI)
- International Speech Communication Association (ISCA)
- Association for Computing Machinery (ACM)
- Institute of Electrical and Electronics Engineers (IEEE)

## Auszeichnungen und Ehrungen (Auswahl)
- 1994: Fellow der Association for the Advancement of Artificial Intelligence
- 2005–2007: IBM Faculty Award
- 2007: Ehrendoktorwürde (Hedersdoktorer), KTH (Royal Institute of Technology), Stockholm[8]
- 2008: Fellow der International Speech Communication Association
- 2009: Columbia Engineering School Alumni Association (CESAA) Distinguished Faculty Teaching Award
- 2011: ISCA Medal for Scientific Achievement[9]
- 2011: IEEE James L. Flanagan Speech and Audio Processing Award
- 2014: Elected to American Philosophical Society[10]
- 2014: Elected Honorary Member der Association for Laboratory Phonology
- 2016: Fellow der Association for Computing Machines (ACM)[11]
- 2017: Elected to the National Academy of Engineering (NAE)[12]
- 2017: Fellow des Institute of Electrical and Electronic Engineers (IEEE)
- 2018: Ehrendoktorwürde (eredoctoraat) der Universität Tilburg, Niederlande[13]
- 2018: Mitglied der American Academy of Arts and Sciences[14]

## Veröffentlichungen (Auswahl)
- mit C. D. Manning, Advances in natural language processing. Science Magazine, 349(6), 2015, S. 261–266.